# بخش سن-بریوک
بخش سن-بریوک (به فرانسوی: Arrondissement de Saint-Brieuc) یک بخش در فرانسه است که در کوت-دارمور واقع شده‌است.